# サムソン・ベイドゥー
サムソン・ベイドゥー（Samson Baidoo, 2004年3月31日 - ）は、オーストリアのシュタイアーマルク州グラーツ出身のプロサッカー選手。リーグ・アンのRCランス所属。ポジションはディフェンダー。オーストリア代表。

## 経歴

### FCリーフェリング
2021年にレッドブル・ザルツブルクのリザーブチームであるFCリーフェリングでプロデビューした。

### レッドブル・ザルツブルク
2022年からザルツブルクへ昇格した。

### RCランス
2025年7月17日、RCランスに5年契約で移籍した。

## 代表歴
2023年10月にUEFA EURO 2024予選でオーストリア代表に初招集され、A代表デビューした。
ガーナの代表資格も持つ。

## 個人成績

### 代表
| オーストリア代表 | 国際Aマッチ | 国際Aマッチ |
| 年               | 出場        | 得点        |
| ---------------- | ----------- | ----------- |
| 2023             | 1           | 0           |
| 通算             | 1           | 0           |